# Andrea da Montereale
Andrea da Montereale (Mascioni, 1397 – Montereale, 18 aprile 1479) è stato un presbitero italiano dell'Ordine di Sant'Agostino.
Fu beatificato, per equipollenza, da papa Clemente XIII nel 1764.

## Biografia
Di modeste origini, abbracciò la vita religiosa tra gli eremitani di Sant'Agostino nel convento di Montereale e nel 1443 conseguì il titolo di magister in teologia a Siena.

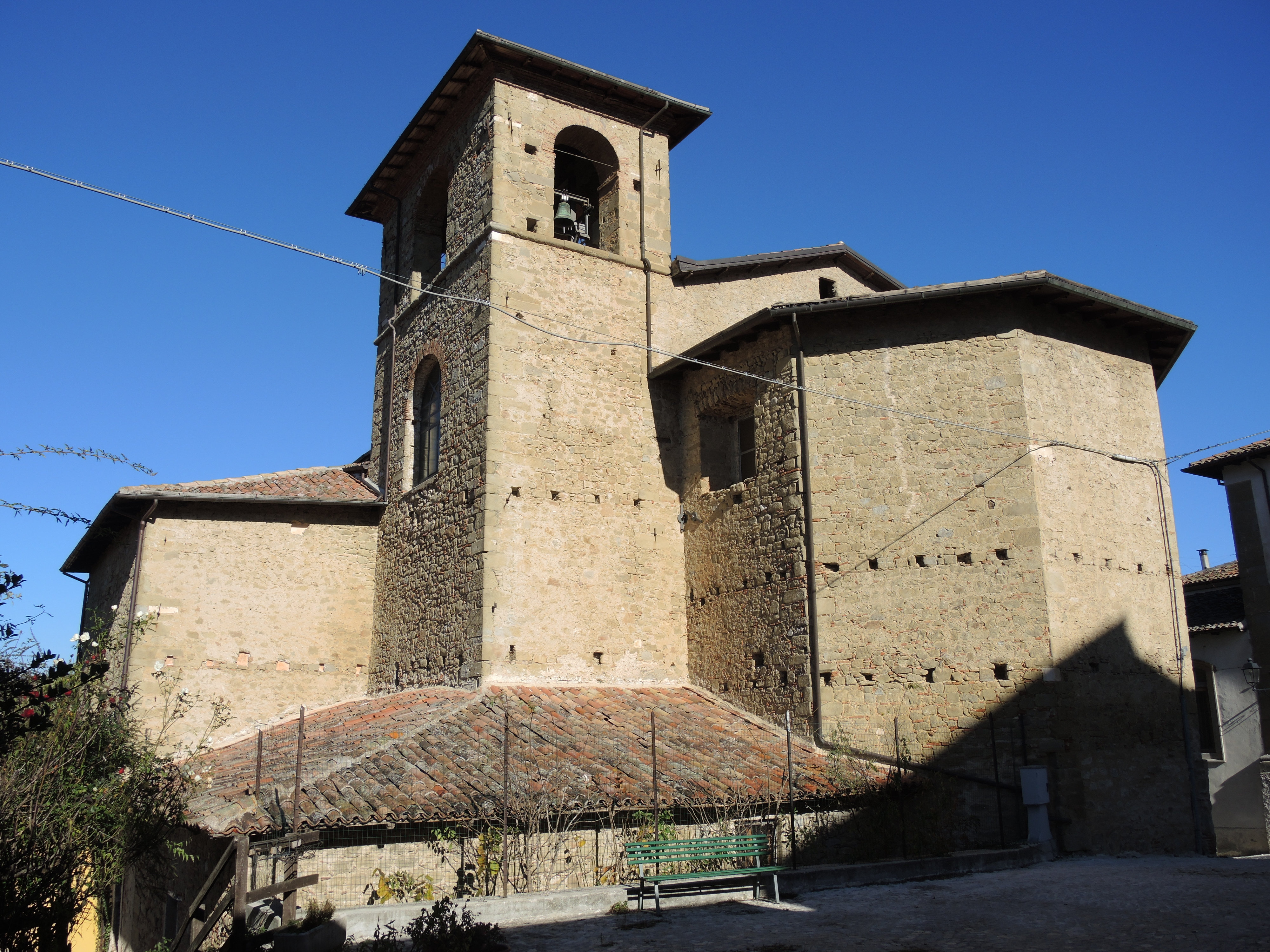
Chiesa del Beato Andrea in Montereale, dove è venerato

Ricoprì, per più mandati, la carica di superiore provinciale per l'Umbria, di vicario generale dell'ordine e di definitore; fu priore e reggente dello Studio di Siena e riformò i conventi di Norcia, Amatrice e Cerreto di Spoleto. Predicò in varie località d'Italia e di Francia.
Trascorse la parte finale della sua vita nel convento di Montereale.

## Culto
Papa Clemente XIII approvò il culto del beato Andrea l'11 maggio 1764.
A Montereale la sua festa era celebrata la domenica in albis (giorno della sua morte) e il 13 settembre, in memoria della sua protezione durante il terremoto del 1691.
Il suo elogio si legge nel Martirologio romano al 18 aprile.